# Sainte travestie

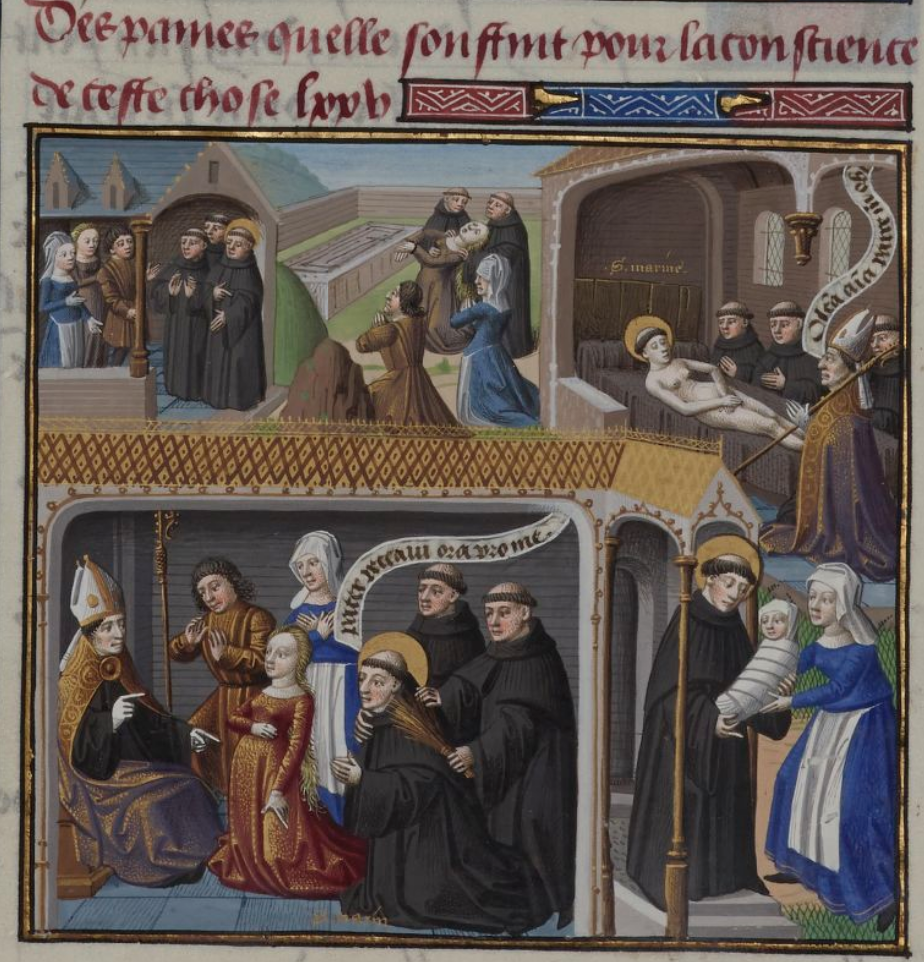
Histoire de la sainte travestie Marine la Déguisée. Miniature d'un manuscrit du Speculum historiale, 1423, BNF, Français 51,.

Une sainte travestie est, dans le christianisme, une chrétienne ayant vécue travestie sous une identité masculine qui, après sa mort, est reconnue comme digne d'une vénération particulière. Une dizaine de saintes de l'Église orthodoxe et de l'Église catholique sont regroupées sous ce terme. 
Entre les IIe et Xe siècles, des hagiographies de femmes saintes qui se travestissent fleurissent dans la chrétienté. Elles délaissent une vie laïque, parfois de débauche, pour suivre la voie monastique ou érémitique de façon exemplaire, déguisées en homme, et la découverte de la féminité de la sainte a généralement lieu après son décès. Seules Hildegonde de Schönau et Jeanne d'Arc sont des femmes travesties dont l'historicité n'est pas questionnable. Les saintes ayant tout quitté pour épouser le Christ sont appelées, d'après le grec ancien, des μοναχοπαρθένοι (monachoparthenoi), « vierges solitaires ».

## Introduction

### Contexte
Durant l’Antiquité classique et tardive, entre le IIe  et le VIe siècle, plusieurs hagiographies de femmes reconnues saintes qui se travestissent se diffusent dans la chrétienté. La sainteté de ces femmes est surprenante car, dès le IVe siècle, les communautés chrétiennes combattent le travestissement, permit par des mouvements ascétiques féminins considérés comme hérétiques. Le concile de Gangres (431) condamne cela d'anathème, condamnation qui se trouve aussi dans le code théodosien (435). L'Église se rappelle la morale de l’Ancien Testament : 

« Une femme ne portera pas un costume d’homme, et un homme ne revêtira pas un vêtement de femme : quiconque fait cela est une abomination pour le Seigneur ton Dieu. »

— Deutéronome 22:5 ; trad. AELF.
Dans une hagiographie, la sainte peut être indifféremment genrée au masculin ou au féminin. Cette disparition des genres doit réaliser la promesse qu’il n’y a « ni homme ni femme […] dans le Christ Jésus », selon les termes de l'épître aux Galates (3:26-28) de l'apôtre Paul de Tarse. Par l’abandon du féminin, elles se différencient des saintes mères en devenant l’égal des hommes. Cependant, plusieurs manuscrits écrivent que ces femmes deviennent des hommes car la vertu et l’ascèse sont identifiées comme masculines (« virilité spirituelle »).
Le travestissement permet de métamorphoser le corps afin de s'affranchir de la sexualité ; c’est pour cela que certaines saintes travesties sont d’anciennes prostituées. Ainsi, malgré la menace d’anathème pour travestissement, des légendes locales ou des vies romancées vont servir aux hagiographies d’une dizaine de saintes travesties, qui sont parfois des doublons. Se faisant ermites ou moines, généralement entre Jérusalem et Alexandrie, leur transgression est louée car leur permettant de consacrer leur vie à Dieu. Dans les enluminures, on constatera une féminisation vestimentaire des saintes travesties, bien qu’elles vécurent longtemps sous une identité masculine.

### Thèmes récurrents et doublons
En 2004, dans l'édition établie sous la direction d'Alain Boureau de La Légende dorée écrite par Jacques de Voragine, il est remarqué que l'auteur a rapporté des saintes qui sont des doublons d'autres. Le thème récurrent est celui de la femme pieuse (parfois pécheresse repentie) entrée en religion sous une identité masculine, accusée abusivement de paternité, exclue du couvent et découverte femme à sa mort. L'héroïne s'appelle Marine, Pélagie, Eugénie, Euphrosyne, Théodora, Marguerite ou Apollinaria.
La pénitente Pélagie d'Antioche, surnommée Marguerite et appelée en religion frère Pélage, est vraisemblablement un double de Marguerite d'Antioche, avec laquelle elle est parfois confondue,.
Le chapitre sur la sainte Marguerite, en religion frère Pélage — et couramment nommée « Marguerite(-)Pélage » pour la différencier des homonymes, — est une variante de Pélagie d'Antioche. Il s'agit d'une histoire différente qui est propre à Voragine, ne se trouvant pas dans les écrits de son confrère dominicain Jean de Mailly, qu'il suit scrupuleusement.
Une autre Marguerite, vierge et martyre d'Antioche, qui n'est pas travestie, est aussi appelée Marine chez Barthélémy de Trente, au XIIIe siècle. Dans le livre de Voragine, Marine de Bithynie subit le même sort que Théodora (un de ses proches doublons), Euphrosyne ou Marguerite-Pélage. Jacques de Voragine s'est vraisemblablement égaré avec les différentes sources qu'il a utilisé,.

## Saintes légendaires

### Thècle d'Iconium

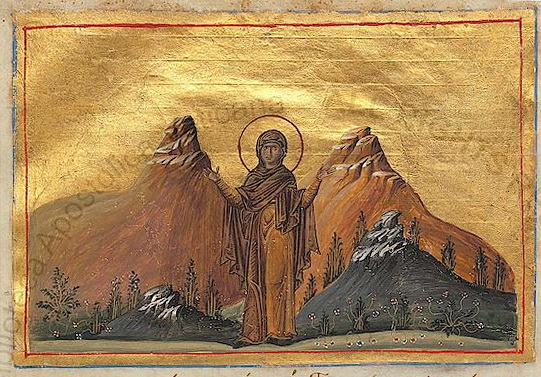
Thècle dans une copie du Ménologe de Basile II, Xe siècle, BAV, Grec 1613.

Selon les Actes de Paul et Thècle, apocryphe biblique du IIe siècle, Thècle est une vierge convertie par les sermons de Paul de Tarse à Iconium sur la chasteté et la résurrection. Elle est la première sainte travestie connue dans la littérature chrétienne. Son fiancé Thamyris fait en sorte que Paul soit arrêté, mais Thècle réussi à soudoyer les gardes pour discuter avec l'apôtre toute la nuit. Cela provoque la colère de sa mère, Théoclée, qui demande au gouverneur de la condamner au bûcher. Thècle est miraculeusement sauvée par une pluie et une grêle, et après avoir retrouvé Paul qui avait été expulsé de la ville, elle devient sa compagne de route.
À Antioche, un magistrat appelé Alexandre veut coucher avec Thècle et demande à Paul d'être entremetteur ; mais l'apôtre répond qu'il ne la connaît pas. Alexandre embrasse sans son consentement Thècle, qui lui déchire les vêtements et le ridiculise en retour. Vexé, Alexandre parvient à la faire condamner aux lions du cirque, et le gouverneur loge Thècle chez une riche veuve appelée Tryphaine et dont la fille venait de mourir. Durant le supplice, une lionne féroce protège Thècle en s'entretuant avec un lion appartenant à Alexandre. Voyant une fosse pleine d'eau, Thècle s’administre le baptême par immersion. Rescapée des autres bêtes, Alexandre la fait écarteler par deux de ses taureaux, mais les cordes qui les lient à Thècle brûlent spontanément. La mort de Tryphaine dans l'assistance fait peur à Alexandre, qui demande la libération de Thècle. Tryphaine revient à la vie durant la profession de foi publique de Thècle, qui l'a converti. Afin d'éviter d'autres dangers en raison de son genre, Thècle se travestit en homme et retrouve Paul à Myre, en Lycie. Paul est d'abord surpris de son accoutrement, puis après avoir entendu toute son histoire à Antioche et son désir de rentrer à Iconium, il l'invite à y enseigner l’Évangile. Thècle apprend que Thamyris est mort et sa mère ne veut pas écouter ses prêches. La jeune femme part prêcher à Séleucie d'Isaurie.
Une version plus tardive des Actes de Paul et Thècle  raconte qu'elle vit en ermite, dans les montagnes environnant Séleucie d'Isaurie, en raison de l'idolâtrie des habitants. Thècle est tourmentée par le diable pendant plusieurs années. Plusieurs femmes viennent la voir et fondent une communauté monastique autour de la vieille femme. Des malades viennent se faire soigner, ce qui provoque le mécontentement de médecins environnant. Ceux-ci pense que la vieille vierge (le texte dit qu'elle a 90 ans) est prêtresse d'Artémis et que c'est la raison de ses pouvoirs. Ils demandent à de jeunes hommes de la violer ; mais Dieu ouvre la roche pour que Thècle s'enfuie, avant de la refermer sur son passage.
Si les fidèles, Tertullien en tête, vont se quereller sur l'hétérodoxie du texte jusqu'aux Ve et VIe siècles, Thècle devient rapidement un idéal de chasteté et d'anachorétisme dans le christianisme oriental : les agressions sexuelles ou les condamnations dont elle est victime sont marqués par sa révolte de la soumission à l'homme et le rôle féminin traditionnel. Par l’abandon d'éléments « féminins » ou utilisés pour séduire (robes, longs cheveux, bijoux) s'opère l'abolition de la différence sexuelle car elle vit pour servir le Christ. Pour Frédérique Villemur, « elle ne meurt pas et reste indestructible, comme si, par son renoncement total au sexe, son histoire ne pouvait pas finir. »

### Eugénie de Rome

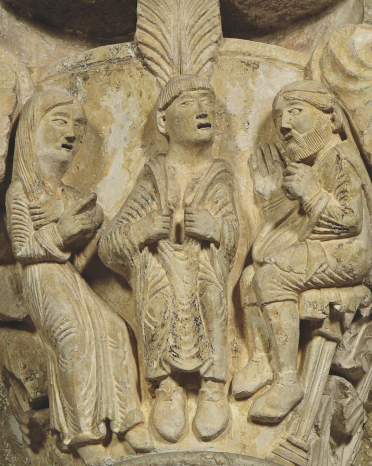
Eugénie montre ses seins durant son procès. Sculpture médiévale sur une colonne de la basilique Sainte-Marie-Madeleine de Vézelay, XIIe siècle.

Dans la Légende dorée, l'histoire d'Eugénie occupe l'essentiel du chapitre consacré aux frères Prote et Hyacinthe, martyrs.
Fille de Philippe, noble romain, elle est la compagne d'étude de Prothe et Hyactinthe. Philippe est nommé préfet d'Alexandrie, il emmène avec lui son épouse, ses deux fils et Eugénie. À quinze ans, elle est demandée en mariage par le fils d'un consul, qu'elle rejette parce que désirant un mari de bonnes mœurs et de bon caractère. Elle tombe par hasard sur les lettres de l'apôtre Paul et va à la rencontre de chrétiens vivant dans un village voisin d'Alexandrie. Leur croyance en l'unicité de Dieu bouleverse sa croyance polythéiste. Elle en parle avec Prothe et Hyacinthe, alors les trois se convertissent.
Eugénie s'habille en homme et le groupe se rend à un monastère dont l'abbé est Hélénus. Elle lui dit qu'elle est un homme, mais l'abbé répond : « Tu as bien raison de le dire, car, bien que tu sois femme, tu agis en homme ! » Il les prend comme novice et ordonne à Eugénie de s'appeler frère Eugène ; à la mort de Hélénus, Eugène lui succède. Entre temps, Philippe et sa femme avaient consulté des devins pour savoir où était leur fille. Les devins répondirent qu'elle était devenue un astre, alors ses parents font une statue d'elle et ordonnent au peuple de l'adorer.
Une riche femme appelée Mélancie, qu'Eugène guérit d'une fièvre au nom de Jésus, tombe amoureuse de lui et veut le séduire. Mais Eugène la rejette ; Mélancie, furieuse, prétend qu'il a voulu la violer et se rend chez Philippe. Ce dernier fait capturer Eugène et les moines pour les jeter aux bêtes du cirque. Quand Eugène est amené devant lui, Philippe le raille sur sa conduite supposée et Eugène répond que le Christ n'a qu'enseigné la chasteté. La servante de Mélancie fait un faux témoignage, alors Eugène déchira sa tunique. Eugène révèle qu'il est Eugénie, ce qui la disculpe. Mélancie et sa servante sont consumées par une flamme venue du ciel. Eugénie convertit toute sa famille et Philippe est élu évêque d'Alexandrie. Ils font beaucoup de conversions à Rome, où ils finissent martyrisés ; Eugénie est décapitée le jour de Noël 256.

### Pélagie d'Antioche

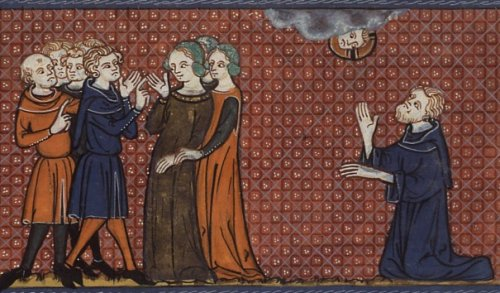
Pélagie et ses admirateurs ; à droite l'évêque demandant pardon à Dieu pour elle. Miniature d'un manuscrit du XIVe siècle.

La Passion de Pélagie est écrite en grec au Ve siècle à Antioche par un narrateur témoin prétendant être Jacques, le diacre de l'évêque Nonnos. Elle est traduite ou adaptée en latin de la fin du VIIIe siècle au milieu du IXe, puis en français et d'autres langues à partir du XIe siècle. Jacques de Voragine s'appuie sur Jean de Mailly, qu'il abrège.
Pélagie, surnommée Marguerite, est une riche prostituée d'Antioche, vaniteuse et orgueilleuse. Lorsque l'évêque Nonnos prêche en sa présence, elle est touchée par le sermon. Elle se convertit, l'évêque lui impose une pénitence avant de la baptiser. En songe la nuit même, elle repousse le diable qui vient pour la tenter de revenir à sa vie passée.
Pélagie se coupe les cheveux pour renoncer à sa sensualité et vend tous ses biens. Elle fuit à Jérusalem, où elle devient ermite au mont des Oliviers. Avec son manteau velu, on la prend pour un eunuque, et les gens l'appellent frère Pélage. Un diacre de Nonnos visite Jérusalem, et l'évêque Nonnos lui conseille de rencontrer le frère Pélage. Il la rencontre sans la reconnaître, au contraire d'elle qui lui fait bon accueil. Le diacre revient le lendemain mais découvre qu'elle est morte. En faisant les préparatifs funéraires, « on découvrit que celui-ci était une femme ».
Durant le Moyen Âge, il y a une évolution du travestissement, qui ne sert plus qu'à éviter les agressions sexuelles, mais aussi à marquer la pénitence d'une débauche. Il est un rite de passage : l'évêque Nonnos la rêve d'abord en une colombe noire, devenue blanche une fois baignée dans de l'eau sanctifiée. Pélagie renverse les genres et acquiert une virilité spirituelle, avant d'entrer au Paradis où la distinction sexuelle n'existe plus.

### Marguerite-Pélage

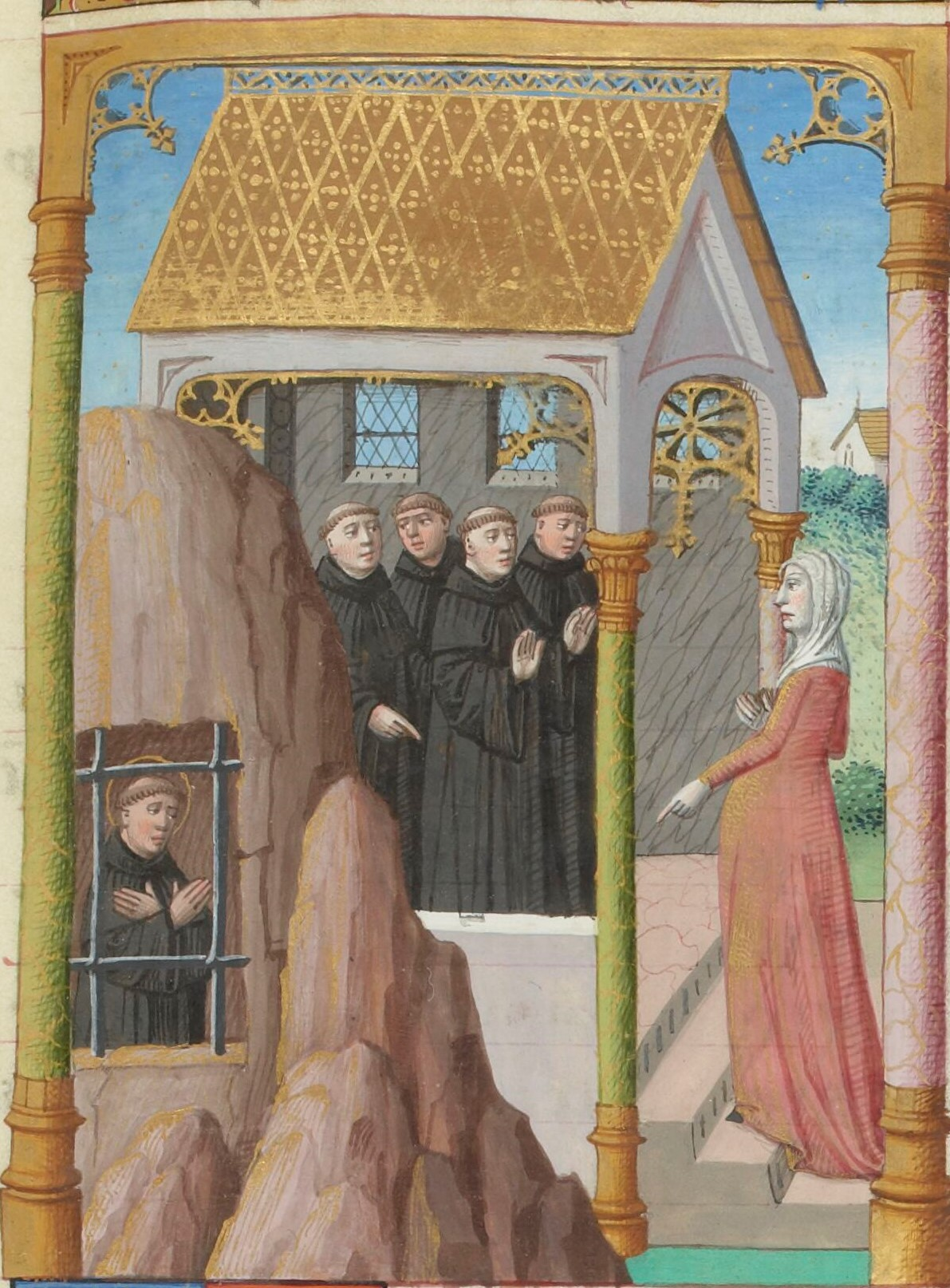
Marguerite-Pélage accusée. Miniature d'un manuscrit de la Légende dorée, XVe siècle, BNF, Français 245, 132.

Marguerite-Pélage est un personnage original de Jacques de Voragine, elle n'est jamais apparue dans les légendiers précédents.
Marguerite est une très belle et noble vierge, à qui les parents ont donné une très bonne éducation. Elle est renommée pour sa pudeur et un jeune noble la demande en mariage à ses parents. Cependant, Marguerite veut garder sa virginité et vivre loin des mondanités. Quand son mari est endormi, elle se coupe les cheveux, s'habille en homme et entre dans un monastère sous le nom de Pélage. Sur l'ordre de l'abbé et malgré ses réticences, le frère devient supérieur d'un couvent de nonnes, récompense pour son comportement exemplaire. L'une d'elles tombe enceinte, tentée par le diable. Tout le monde croit que Pélage est le coupable, étant le seul homme connut à avoir fréquenté la religieuse ; il est chassé et vit dans une grotte non loin du couvent, où on lui apporte à boire et à manger. En guise de testament adressé à l'abbé et au couvent, Pélage raconte qu'il est une femme appelée Marguerite, vierge innocente de toute débauche, et demande que les sœurs l'ensevelissent. Après son enterrement avec les honneurs dans le couvent, les sœurs et les frères font pénitence de leur accusation injuste.
Par le travestissement et le fait que Marguerite-Pélage n'est pas reconnue comme une femme, il y a une double négation de son genre. Elle se distingue par un refus des privilèges liés à son travestissement en ne voulant pas être supérieur. Dans les variantes de sa vie, on retrouve la « virilité spirituelle » dans son testament : « Je sui homme. Je n'ay pas menti pour decevoir car j'ay monstre que j’ay eu vertu d'omme ».

### Théodora d'Alexandrie

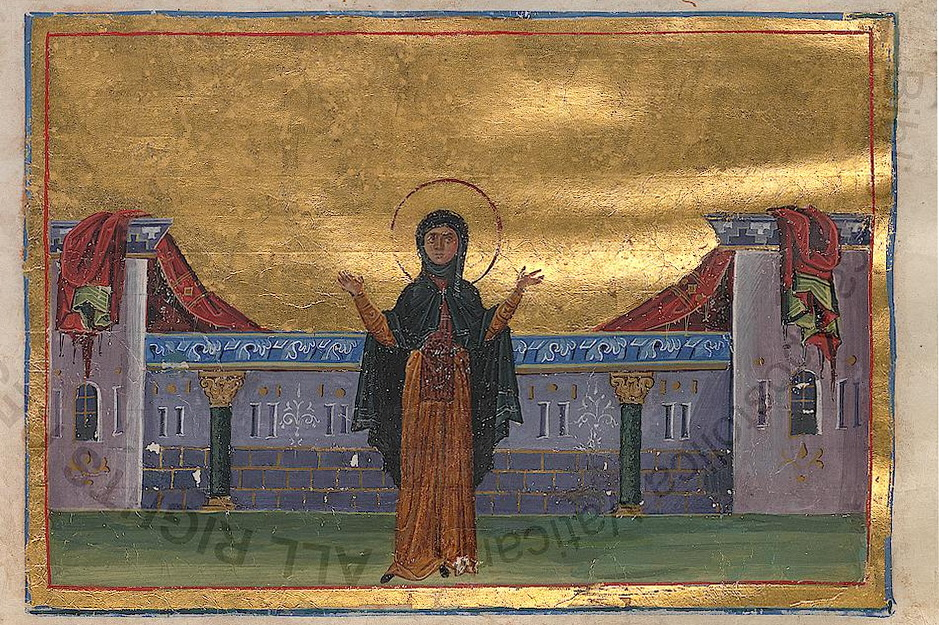
Miniature de Théodora dans le Ménologe de Basile II, X.

Noble femme et épouse originaire d'Alexandrie, Théodora vit au temps de l'empereur byzantin Zénon. Le diable fait tomber amoureux d'elle un homme qui la harcèle sexuellement pendant de longs moments. L'homme envoie une magicienne persuader Théodora, sur le point de céder pour avoir la paix, que les péchés nocturnes sont inconnus de Dieu. Théodora se repent après que l'homme eut couché avec elle, le temps d'une absence de son mari. Le lendemain matin, elle se rend auprès d'un abbesse, qui lui dit que Dieu sait tout et à toute heure. Un jour que son mari est absent, Théodora se coupe les cheveux et s'habille avec les vêtements de son mari.
Elle entre dans un monastère d'homme situé à dix-huit milles de chez elle, tandis que son mari pleure en supposant que Théodora l'a quitté pour un autre homme. L'ange du Seigneur vient voir l'homme : « Lève-toi de bon matin et tiens-toi dans la rue de l'église de saint Pierre ; celle qui viendra au-devant de toi ne sera autre que ton épouse. » Le lendemain, le frère Théodore reconnaît son époux ; elle le salue sans dévoiler son identité. Lui ne le reconnaît pas, alors l'ange dit le soir au mari que c'était sa femme qui l'a salué. Voragine mentionne divers miracles opérés par Théodore.
Un soir hors du monastère, une jeune femme veut coucher avec elle (la prenant pour un homme), mais Théodore la repousse. La jeune femme couche avec un autre et se trouve enceinte ; elle apporte le nourrisson à l'abbé qui dit que le père est le moine Théodore. L'abbé l'exclue pendant sept ans et l'oblige à s'occuper de l'enfant.

### Wilgeforte

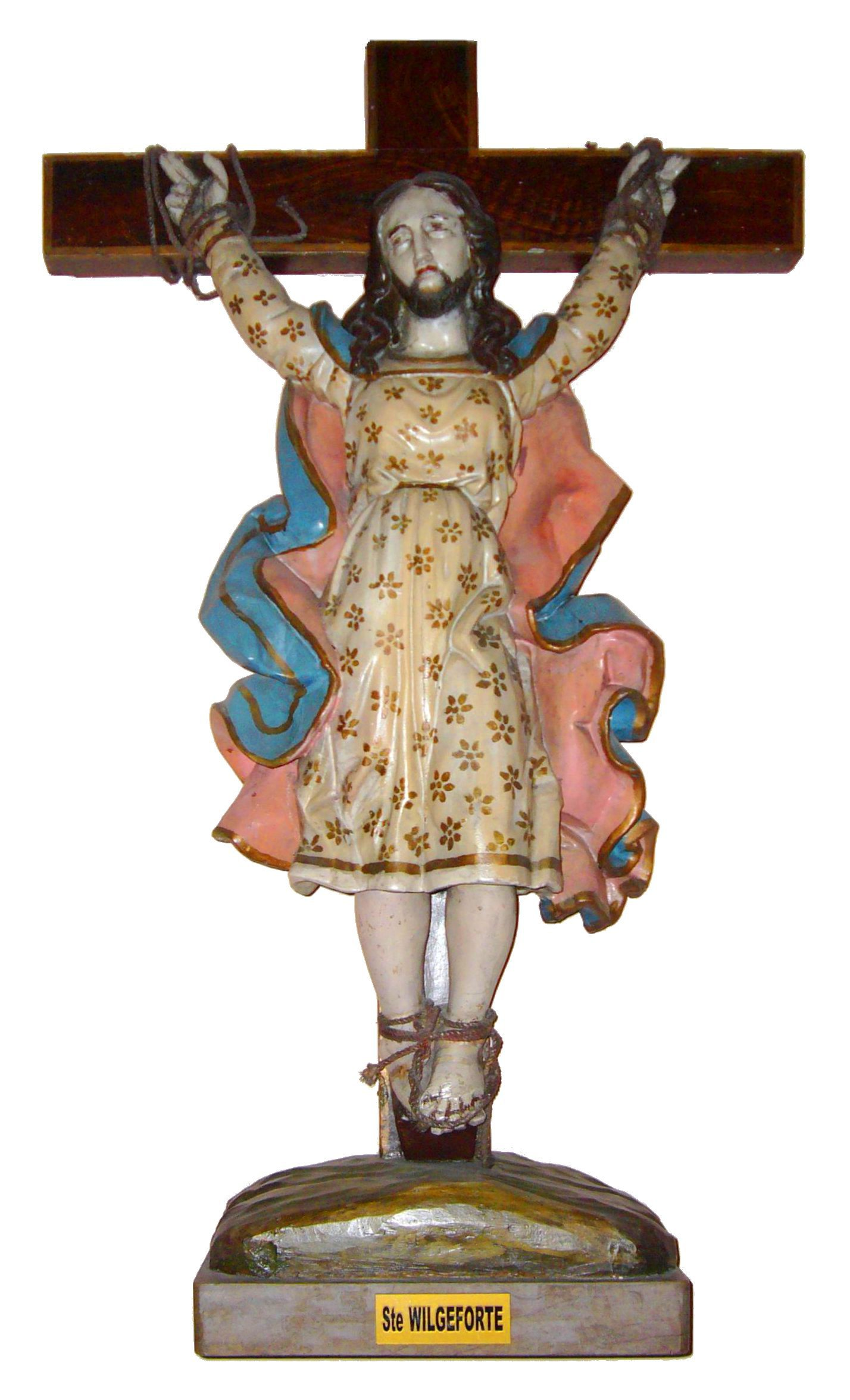
Wilgeforte de Wissant (redressée et détourée)

Le culte et les légendes autour de Wilgeforte (du latin virgo fortis, « vierge forte ») se développent au XIVe siècle.
Dans les légendes espagnoles, elle est la fille d'un roi païen portugais, dont le pays est envahi par le roi de Sicile. Wilgeforte a fait vœu de virginité et refuse d'épouser le roi de Sicile afin de conclure la paix. Elle prie Dieu de l'aider et une barbe lui pousse. Elle refuse de renier sa foi ou est accusée de sorcellerie devant un tribunal ; dans tous les cas, elle est condamnée au crucifiement. En Bavière, elle est la fille d'un prince portugais, dont elle veut échapper aux sentiments incestueux.
Connue en allemand comme Kümmernis (« chagrin »), en italien Liberata (« libérée »), en anglais Uncumber (« désencombrée ») ou en français Livrade et Débarras, elle est invoquée par les femmes malheureuses désirant se débarrasser d'un époux difficile. Cette légende est probablement née de la vénération du Christ en tunique du crucifix de Lucques. Des marchands lucquois installés en Europe de l'Ouest aurait continué leur culte, mais en raison de la représentation plus courante du Christ revêtu d'un simple pagne depuis le Xe siècle, les populations étrangères prirent le Crucifié pour une femme à barbe.

## Saintes historiques

### Hildegonde de Schönau
Hidelgonde naît à Cologne et grandit à Neuss. Son père l'emmène en Terre sainte avec lui et l'habille en garçon pour sa sécurité, l'appelant Joseph. Après plusieurs péripéties, dont la mort de son père, Hildegonde fait des études à Spire avant de s'installer en 1186 à la jeune abbaye de Schönau, près de Heidelberg. Elle meurt novice le 20 avril 1188. Son sexe est découvert à sa mort, et les frères s'empressèrent d'écrire sa vie, pleine d'exemple et de piété ; on lui attribue plusieurs miracles posthumes.
Ses hagiographies racontent que le déguisement en homme, qui permet de protéger l’intégrité des autres saintes, est ici une angoisse constante d'être découverte comme femme, bien qu'il reste vu positivement. Hildegonde n'a jamais été canonisée officiellement, mais elle a un culte local.

### Jeanne d'Arc

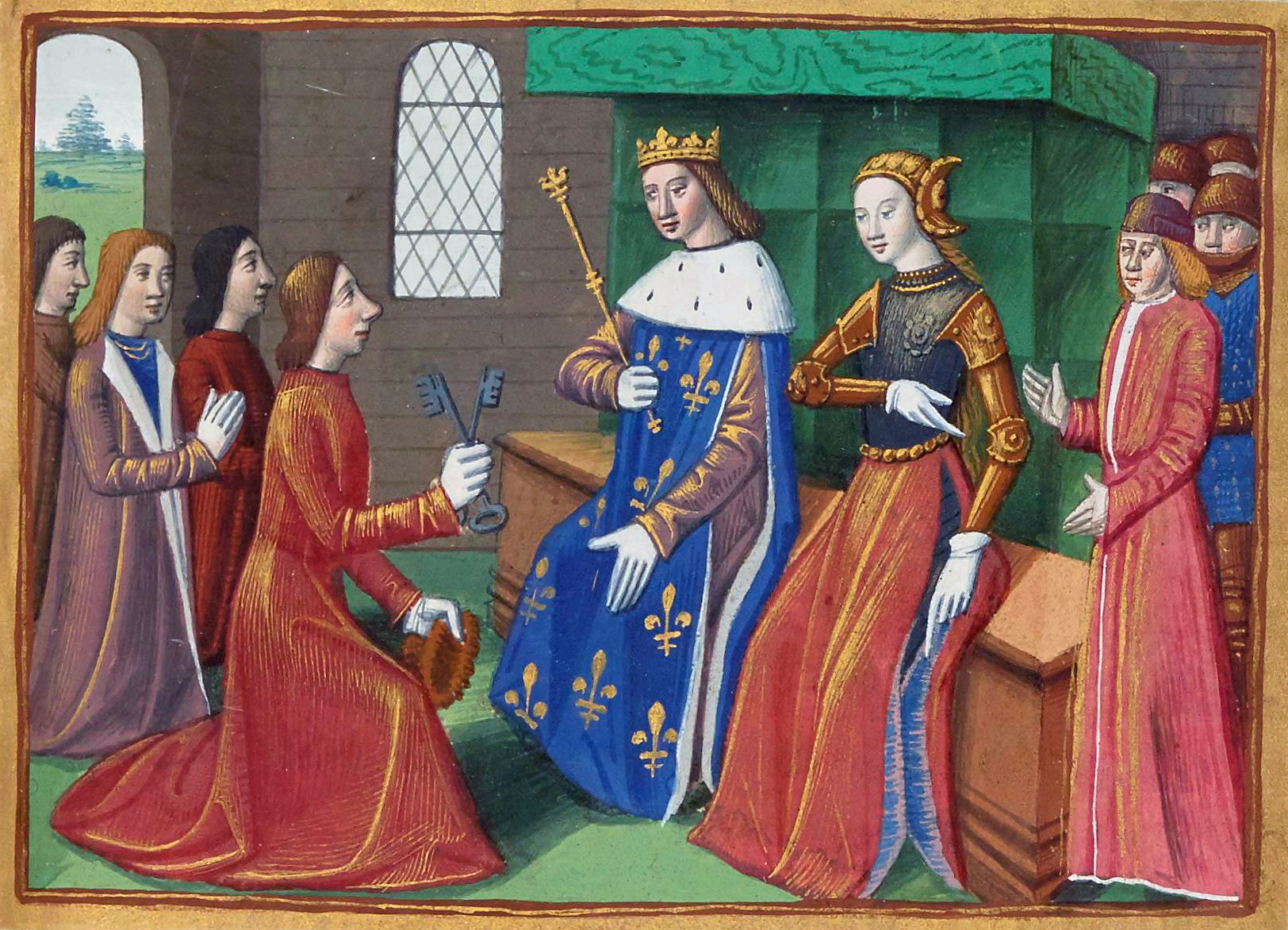
Les notables de Troyes se soumettent à Charles VII et Jeanne d'Arc. Miniature des Vigiles de Charles VII, vers 1484, BNF, Français 5054,.

Originaire de Domrémy, en Lorraine bourguignonne, Jeanne d'Arc naît vers 1412 dans une famille de laboureurs aisés et très pieux. Vers 1425, elle dit entendre des voix célestes qui l'appellent à aider Charles VII, que ses ennemis anglais surnomment le « petit roi de Bourges », pour reconquérir la France et être sacré roi à Reims. À partir de février 1429, elle conduit les troupes berruyères jusqu'à prendre Reims le 16 juillet ; Charles VII est sacré roi de France le lendemain. Jeanne s'obstine à voir les Anglais « boutés hors de France », quand Charles VII cherche l'apaisement et à négocier. Pour marquer la fin de sa mission, il publie les lettres d'anoblissement pour la famille d'Arc en décembre 1429. Elle est autorisée à commander des opérations militaires, mais elle est prisonnière des Bourguignons au siège de Compiègne, le 28 octobre 1430.
En 1431, le procès de Jeanne d'Arc s'ouvre à Rouen, possession anglaise, et est instruit par Pierre Cauchon, évêque de Beauvais. Les juges anglophiles vont notamment lui reprocher ses cheveux courts et son travestissement sur la base du Deutéronome. Connaisseurs des saintes travesties, ils justifieront l’accusation parce qu’elle ne cache pas son genre. L'accusée répondra que le port d'habits masculins et des armes sont des ordres divins, mais elle est jugée hérétique et est condamnée à être brûlée vive le 30 mai 1431,.
La divinité de l'ordre de travestissement va être ce sur quoi les juges francophiles vont s’appuyer pour la disculper auprès du roi Charles VII et du pape Calixte III en 1455-1456. Jeanne d'Arc est béatifiée en 1909 puis canonisée en 1920. Malgré ce travestissement, Jeanne sera souvent représentée les cheveux longs et vêtue d’une armure-robe, choses très improbables car gênantes pour la guerre.